# Pseudoclanis kenyae
Pseudoclanis kenyae är en fjärilsart som beskrevs av Clark 1928. Pseudoclanis kenyae ingår i släktet Pseudoclanis och familjen svärmare. Inga underarter finns listade i Catalogue of Life.